# Annie Lederman
Annie Lederman (Filadelfia, Pensilvania; 20 de julio de 1983) es una actriz y humorista de stand up estadounidense. Ha aparecido en series como Girl Code de MTV, en We Have Issues o el late night Chelsea Lately de E! o en @midnight de Comedy Central. Es conocida por haberle puesto voz al personaje de Cheryl Fawkes en el videojuego Grand Theft Auto V. La comedia y los elementos usados por Lederman tiran mucho de autobiografía, refiriéndose a su turbulento pasado, incluidos los problemas con el alcoholismo.

## Primeros años y educación
Nació en la ciudad de Filadelfia pocos minutos después de la medianoche del 20 de julio de 1983. Su hermano gemelo nació minutos antes que ella, ya siendo 19 de julio. Proviene de una familia con ascendencia inglesa, alemana y judía. Su padre trabajaba como tesorero en la Universidad de Pensilvania, mientras que su madre trabajaba en servicios sociales. Se crio como cuáquera y asistió a una escuela cuáquera.
Durante su adolescencia, Lederman se entrenó para ser nadadora olímpica junior, pero abandonó el deporte después de sufrir una lesión en el pie en un accidente automovilístico causado por un conductor ebrio. Posteriormente estudió en una escuela secundaria alternativa para delincuentes juveniles y fue agredida sexualmente por un maestro de la escuela. El incidente dio lugar a un juicio en el que Lederman y otra estudiante testificaron en su contra. Posteriormente se involucró con numerosos compañeros con problemas que traficaban con drogas y participaban en otras actividades delictivas. Después de graduarse a los diecisiete años, Lederman pasó el año siguiente realizando trabajos de servicio, primero entrenando con delfines en Hawai antes de trabajar en Centroamérica para una organización sin fines de lucro que ayuda a niños desfavorecidos. Posteriormente regresó a los Estados Unidos y trabajó como consejera de campamento para Easter Seals, además de trabajar en organizaciones que ayudan a niños con discapacidades como parálisis cerebral y espina bífida.
Después de pasar un año haciendo trabajo de servicio, Lederman se inscribió en Universidad de Arte y Diseño de Santa Fe de Nuevo México, donde tomó clases de manera intermitente durante ocho años, especializándose en arte y consejería. Mientras asistía a la universidad, Lederman desarrolló un problema con la bebida y sufrió numerosos incidentes, uno de los cuales incluyó que tuviera un accidente de motociclismo y se estrellara, sufriendo lesiones graves. "No me estaba emborrachando por divertirme y emborracharme", recuerda. "Quería un jodido [sic] descanso. Me odiaba a mí mismo. Simplemente no quería estar cerca de mí". La universidad cerró y cerró dos semanas después de su graduación.

## Carrera
En 2009, Lederman se mudó a Nueva York, donde quiso continuar su carrera dentro de la comedia y trató de encarrilar su vida, apartándose de la bebida. Lederman creó el canal de YouTube Sausage Party Presents con la videoartista Abbey Luck en 2011. Entre 2012 y 2014, fue colaboradora habitual en el late night Chelsea Lately de E!.
En 2013, dio su voz para el personaje de "Cheryl", en el videojuego producido por Rockstar Games Grand Theft Auto V. En 2015, apareció en la serie de comedia de corta duración We Have Issues.
En 2018, uno de sus monólogos en los que trataba la rutina del hilo dental llegó a estar difundido ampliamente en Internet. El mismo año, tuvo un papel menor en la película The Long Dumb Road.
En 2019 inició su podcast, Meanspiriation.